# Dystopia (fumetto)
Dystopia – Love at Last Sight è un fumetto europeo dallo stile grafico orientale realizzato da Judith Park, fumettista tedesca di origine coreana. 

## Storia editoriale
Pubblicato originariamente in Germania dalla casa editrice Carlsen nel 2004, in Italia è stato importato da J-Pop che ne ha pubblicato il volume nell'aprile 2007. Sebbene opera di un'artista europea e pubblicato per la prima volta in Germania, J-Pop indicato il titolo come opera manhwa sunjong.

## Trama
Dionne è molto affezionata al fratello Lyon, unico in tutta la famiglia ad ascoltare la ragazza e a sostenerla in caso di necessità. I genitori dei due hanno una smaccata preferenza per il figlio e non si curano affatto della figlia minore se non per riprenderla. Dionne tuttavia non soffre molto per questo: col tempo ha imparato a non curarsi del suo stato di figlia trascurata e si consola sapendo di avere il fratello premuroso a prendersi cura di lei.
Un giorno il sogno d'amore di Shikku, migliore amica di Dionne, si realizza: la ragazza riesce finalmente a farsi notare da Lyon e i due, dichiaratisi l'un l'altra, si mettono insieme. Certa che Dionne non soffrirà di gelosia per questo evento, Shikku non fa che pensare al ragazzo cui è riuscita a dichiararsi; eppure – tornando a casa di Dionne e Lyon – scopre che il proprio ragazzo, poco dopo il loro ultimo incontro, è stato investito da una macchina ed è poi morto poco dopo in ospedale. Le due giovani cercano di farsi forza l'un l'altra quando nelle loro vite appare Gabriel. Sosia perfetto del defunto Lyon, il giovane si scopre essere il clone del fratello e del fidanzato tanto amato: i genitori di Dionne, infatti, ossessionati dal pensiero di poter perdere il figlio tanto amato hanno fatto in modo di clonarlo e crescere di nascosto Gabriel per poter un giorno evitare la morte a Lyon, da sempre debole di cuore.
Ostile a questo intruso così familiare, Dionne non può accettare di vedere suo fratello rimpiazzato da un sosia che per lei non potrà che essere un estraneo. Shikku, intanto, cerca di avvicinarsi a Gabriel e rimane scioccata da come il contatto col giovane le ricordi l'amato Lyon. A riportare la pace nella famiglia così stravolta arrivano le parole di Gabriel che confessa alla sorella acquisita di essere il primo a non voler essere una mera replica di Lyon, né tantomeno di volersi appropriare di una vita che non potrà mai essere sua completamente. Dopo questo colloquio i due nuovi fratelli scoprono un dialogo che sembrava impossibile.

## Personaggi
- Dionne: Trascurata da sempre dalla famiglia, Dionne è cresciuta solo grazie alle cure del fratello maggiore, unico della famiglia a preoccuparsi per lei.
- Shikku (o Schikku): Migliore amica e coetanea di Dionne, ama segretamente da anni il fratello dell'amica. Poco dopo aver coronato il suo sogno d'amore, si vede portar via dalla morte Lyon. Incerta se avvicinarsi a Gabriel, Shikku trova il coraggio di parlare col giovane e cercare un nuovo rapporto con lui, nonostante il ricordo del defunto che aleggia sulla loro relazione.
- Lyon: Fratello maggiore di Dionne, nonostante l'aria tranquilla e i problemi cardiaci che lo rendono particolarmente debole e sensibile agli sforzi fisici, Lyon è abituato ad agire da leader, con sicurezza e attenzione verso gli altri. Accortosi dell'indifferenza dei genitori verso la sorella minore, da sempre cerca di bastare da sé alla sorella non facendole mai mancare il calore di una famiglia.
- Gabriel: Clone di Lyon allevato col solo scopo di poter fornire organi al fragile gemello.Quando questi muore, i genitori distrutti preferiscono cambiare i propri piani ed adottare Gabriel proponendogli tacitamente di prendere il ruolo dell'amato figlio morto.